# Abdourahman Waberi

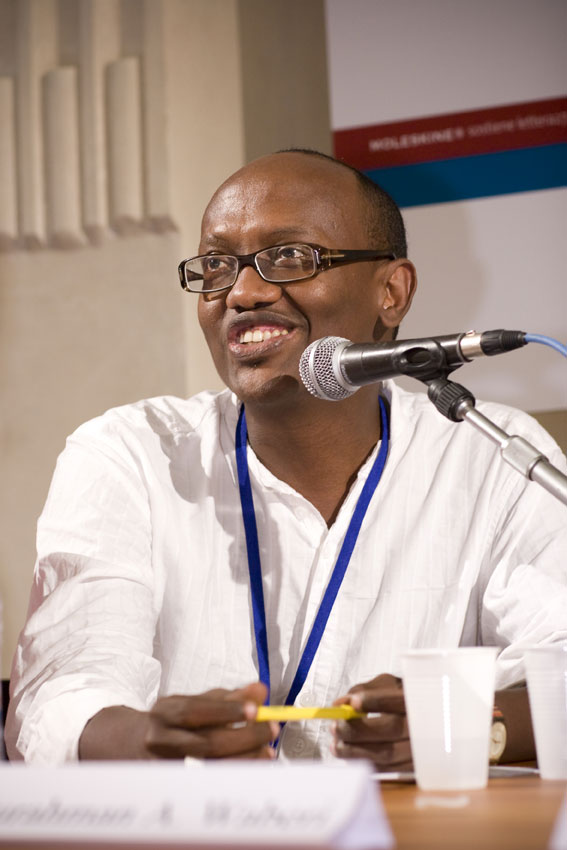
Abdourahman A. Waberi (2008)

Abdourahman A. Waberi (* 20. Juli 1965 in Dschibuti-Stadt) ist ein dschibutischer Schriftsteller.
Waberi wurde 1965 im damaligen Französisch-Somaliland geboren und ist Angehöriger der Volksgruppe der Somali. Er erlebte 1977 als Zwölfjähriger, wie Dschibuti von Frankreich unabhängig wurde. 1985 ging er nach Frankreich, um an der Universität Caen und der Universität von Burgund in Dijon englische Literatur zu studieren. Seine Studien schloss er mit einer Arbeit über den somalischen Autor Nuruddin Farah ab, den er erklärtermaßen bewundert.
1994 erschien sein erster Kurzgeschichtenband Le Pays sans Ombre, der mit dem Grand prix de la Nouvelle francophone der Académie Royale de Langue et de Littérature Française de Belgique und dem Prix Albert Bernard der Académie des Sciences d’Outre-mer de Paris ausgezeichnet wurde. 1996 folgte Cahier Nomade, das den Grand Prix Littéraire de l’Afrique noire erhielt, 1997 erschien mit Balbala sein erster Roman. Diese drei Werke bilden eine Trilogie über Dschibuti und die Region am Horn von Afrika.
L’oeil Nomade, voyage à travers le pays de Djibouti verbindet Texte von Abdourahman Waberi und Fotografien von John Liebenberg, Pierrot Men und Yves Pitchen aus Dschibuti. 2000 veröffentlichte Waberi nach einem Aufenthalt in Ruanda im Rahmen des Projekts Schreiben aus der Pflicht zu erinnern Moisson de crânes. Textes pour le Rwanda („Schädelernte“), das sich mit dem Völkermord in Ruanda befasst.
Jüngere Werke sind der Kurzgeschichtenband Rift Routes Rails – 13 variations romanesques (2001), das Kinderbuch Bouh et la Vache magique („Bouh und die Zaberkuh“, 2002) und Transit (2003) über das Leben eines afrikanischen Immigranten in Paris und die Thematik von Krieg und Exil. 2002 erschien Waberis erster Gedichtband Les Nomades mes frères, vont boire à la Grande Ourse. Seine Novelle „Somalische Frauen von Kanada“ war Bestandteil der Anthologie „Erstaunliche/Staunende Reisende. Neue Stimmen aus Afrika“. Zuletzt kam der Roman Aux Etats-Unis d’Afrique (2006) heraus, das in satirischer Umkehrung der heutigen Verhältnisse die wohlhabenden „Vereinigten Staaten von Afrika“ beschreibt, die mit Einwanderern aus dem verarmten und kriegsgeplagten Europa und Nordamerika konfrontiert sind. Dieser Roman wurde als Kritik an Europas Einwanderungspolitik und den weltweiten Ungleichheiten, innerhalb Afrikas auch insbesondere als Plädoyer für den Panafrikanismus aufgenommen.
Werke von Waberi wurden ins Englische, Italienische, Spanische, Portugiesische, Serbische und Deutsche übersetzt. In deutscher Übersetzung liegen Die Legende von der Nomadensonne (eine Zusammenstellung von Kurzgeschichten aus Le Pays sans Ombre und Cahier Nomade, ISBN 3-927527-81-5), Schädelernte und In den Vereinigten Staaten von Afrika ISBN 978-3-89401-563-3 vor.
Waberi lebt als Englischlehrer in Caen und ist auch als Literaturkritiker, Literaturkonsultant des Pariser Verlags Serpent à Plumes für afrikanische Literatur und Mitarbeiter von Le Monde diplomatique tätig. 2006/2006 weilte er als Gast des DAAD in Berlin.

## Werke
Dschibuti-Trilogie
- 1994 Le pays sans ombre / Le serpent à plumes / 178 Seiten / ISBN 978-2-908957-31-0 (Taschenbuch / Poche / 2000). ERZÄHLUNGEN
- 1996 Cahier Nomade / Le serpent à plumes / 153 Seiten / ISBN 978-2-908957-84-6 (Taschenbuch / Poche / 1999). ERZÄHLUNGEN
- 1997 Balbala / Le serpent à plumes / 187 Seiten / ISBN 978-2-84261-030-2 (Taschenbuch / Folio / 2002). ROMAN

Zweite Trilogie
- 2000 Moisson de crânes / dt. Schädelernte / Trier: Litradukt 2008 / 74 Seiten / ISBN 978-3-940435-03-3 (broschiert). TEXTE
- 2001 Rift Routes Rails / Gallimard / 96 Seiten / ISBN 978-2-07-076023-7. VARIATIONEN
- 2003 Transit / Gallimard / 154 Seiten / ISBN 978-2-07-076874-5. ROMAN

Dritte Trilogie
- 2006 Aux États-Unis d'Afrique.
  - Übers. Katja Meintel: In den Vereinigten Staaten von Afrika. Nautilus, Hamburg 2007 ISBN 978-3-89401-563-3[2]
- 2009 Passage des larmes.
  - Übers. Katja Meintel: Tor der Tränen. Nautilus, Hamburg 2010 ISBN 978-3-89401-734-7

Weitere
- mit Alain Mabanckou: Dictionnaire enjoué des cultures africaines, Paris, Fayard, 2019
  - Übers. Andreas G. Förster und Elsbeth Ranke: Der Puls Afrikas, Reclam, Ditzingen 2022 ISBN 978-3-15-011384-4
- Dis-moi pour qui j’existe ? (Roman), Paris, Jean-Claude Lattès, 2022.